# Gebouw voor Kunsten en Wetenschappen (Utrecht)
Het Gebouw voor Kunsten en Wetenschappen is een voormalig concertgebouw, thans conservatoriumgebouw, aan de Mariaplaats in de Nederlandse stad Utrecht.

## Historie
Op de plaats waar nu het gebouw staat, stond tot 1813 de Mariakerk, een van de vijf kapittelkerken in Utrecht. De kerk werd gesloopt, maar het koor bleef tot 1844 dienstdoen als concertzaal. In 1844 werd begonnen met de bouw van het nieuwe neoclassicistische gebouw naar het ontwerp van Johannes van Maurik, aangepast door J.W. Dekker. Op 20 maart 1847 werd de concertzaal ingewijd met een concert. Het bood onderdak aan het Utrechts Symfonie Orkest. Bekende 19de-eeuwse componisten-musici als Franz Liszt en Johannes Brahms traden er op. Brahms introduceerde er zijn beide pianoconcerten in Nederland, met hemzelf als solist.
Vanaf 1847 huisvestte het gebouw tevens het genootschap Kunstliefde. Rond 1874 ontstond het "Museum Kunstliefde" dat twee zalen in het gebouw besloeg. In dit museum dat hier tot 1905 bleef, werden schilderijen tentoongesteld en het was meerdere dagen per week open met op zon- en feestdagen gratis entree. Gaandeweg maakte ook de Stadstekenschool gebruik van het gebouw.
In de Tweede Wereldoorlog raakte het gebouw beschadigd waarna het tussen 1949 en 1952 grondig werd gerenoveerd. In 1972 bleek het niet meer te exploiteren. Twee jaar later is het verkocht aan het Utrechts Conservatorium dat het sindsdien gebruikt.

### Brand
Het gebouw had dringend restauratie nodig, maar op 12 maart 1988 werd het vrijwel volledig door brand verwoest. Alleen de buitenmuren bleven overeind staan. Bij de façadistische herbouw heeft men het interieur voorzien van ogenschijnlijk in willekeur opgehangen gekleurde panelen van de hand van Peter Struycken. Na de oplevering is het gebouw weer door het Utrechts Conservatorium in gebruik genomen.